# Staatsoper Hamburg
Hamburská státní opera, německy Staatsoper Hamburg, je německá operní scéna se sídlem v Hamburku. Operní dům stojí poblíž náměstí Gänsemarkt. Kořeny opery sahají až do roku 1678, kdy byla v Hamburku založena vůbec první operní společnost v Německu. V 18. a 19. století let hostila mnoho slavných skladatelů a dirigentů, jako byli Georg Händel, Georg Philipp Telemann, Christoph Willibald Gluck a další. Divadlo bylo několikrát renovováno a znovuotevřeno, naposledy v roce 1955 (architektonický návrh Gerhard Weber, 1690 míst k sezení), poté co bylo za druhé světové války zcela zničeno. Hamburská státní opera se věnuje nejen etablovanému repertoáru, ale také novým a novátorským dílům, proto zde měly světovou premiéru například Stravinského Příběh vojáka, Janáčkova Jenůfa, Křenkova Jonny spielt auf nebo Die tote Stadt Ericha Wolganga Korngolda. V roce 1967 se Staatsoper Hamburg stala první operní společností, která vysílala svá představení v barvě v televizi. V roce 1997 a 2005 získala ocenění "Operní dům troku" od německého časopisu Opernwelt. K hudebním ředitelům patřili Hans von Bülow, Gustav Mahler, Eugen Jochum, Joseph Keilberth, Wolfgang Sawallisch a Gerd Albrecht.